# Bundesliga Femenina 2011-12
La Bundesliga Femenina 2011-12 fue la 22.ª edición de la máxima categoría de la liga de fútbol femenino de Alemania. Comenzó el 21 de agosto de 2011 y terminó el 28 de mayo de 2012. El equipo campeón fue 1. FFC Turbine Potsdam y el subcampeón VfL Wolfsburgo que además se clasificaron a la Liga de Campeones Femenina de la UEFA.

## Clasificación
| Pos. | Equipo                     | Pts. | PJ | G  | E | P  | GF | GC | Dif. | Clasificación o descenso     |
| ---- | -------------------------- | ---- | -- | -- | - | -- | -- | -- | ---- | ---------------------------- |
| 1    | 1. FFC Turbine Potsdam (C) | 56   | 22 | 18 | 2 | 2  | 63 | 10 | +53  | Calificó a Liga de Campeones |
| 2    | VfL Wolfsburgo             | 53   | 22 | 17 | 2 | 3  | 62 | 18 | +44  | Calificó a Liga de Campeones |
| 3    | 1. FFC Frankfurt           | 46   | 22 | 15 | 1 | 6  | 58 | 17 | +41  |                              |
| 4    | FCR 2001 Duisburg          | 45   | 22 | 14 | 3 | 5  | 53 | 24 | +29  |                              |
| 5    | SGS Essen                  | 31   | 22 | 9  | 4 | 9  | 30 | 28 | +2   |                              |
| 6    | FC Bayern Múnich           | 28   | 22 | 8  | 4 | 10 | 29 | 38 | −9   |                              |
| 7    | SC 07 Bad Neuenahr         | 26   | 22 | 7  | 5 | 10 | 26 | 22 | +4   |                              |
| 8    | SC Friburgo                | 23   | 22 | 6  | 5 | 11 | 22 | 43 | −21  |                              |
| 9    | Hamburger SV               | 22   | 22 | 5  | 7 | 10 | 23 | 40 | −17  |                              |
| 10   | FF USV Jena                | 18   | 22 | 5  | 3 | 14 | 16 | 46 | −30  |                              |
| 11   | Bayer 04 Leverkusen        | 15   | 22 | 4  | 3 | 15 | 22 | 55 | −33  | Desciende a 2. Bundesliga    |
| 12   | 1. FC Lok Leipzig          | 13   | 22 | 4  | 1 | 17 | 16 | 79 | −63  | Desciende a 2. Bundesliga    |

 Fuente: 

## Goleadoras

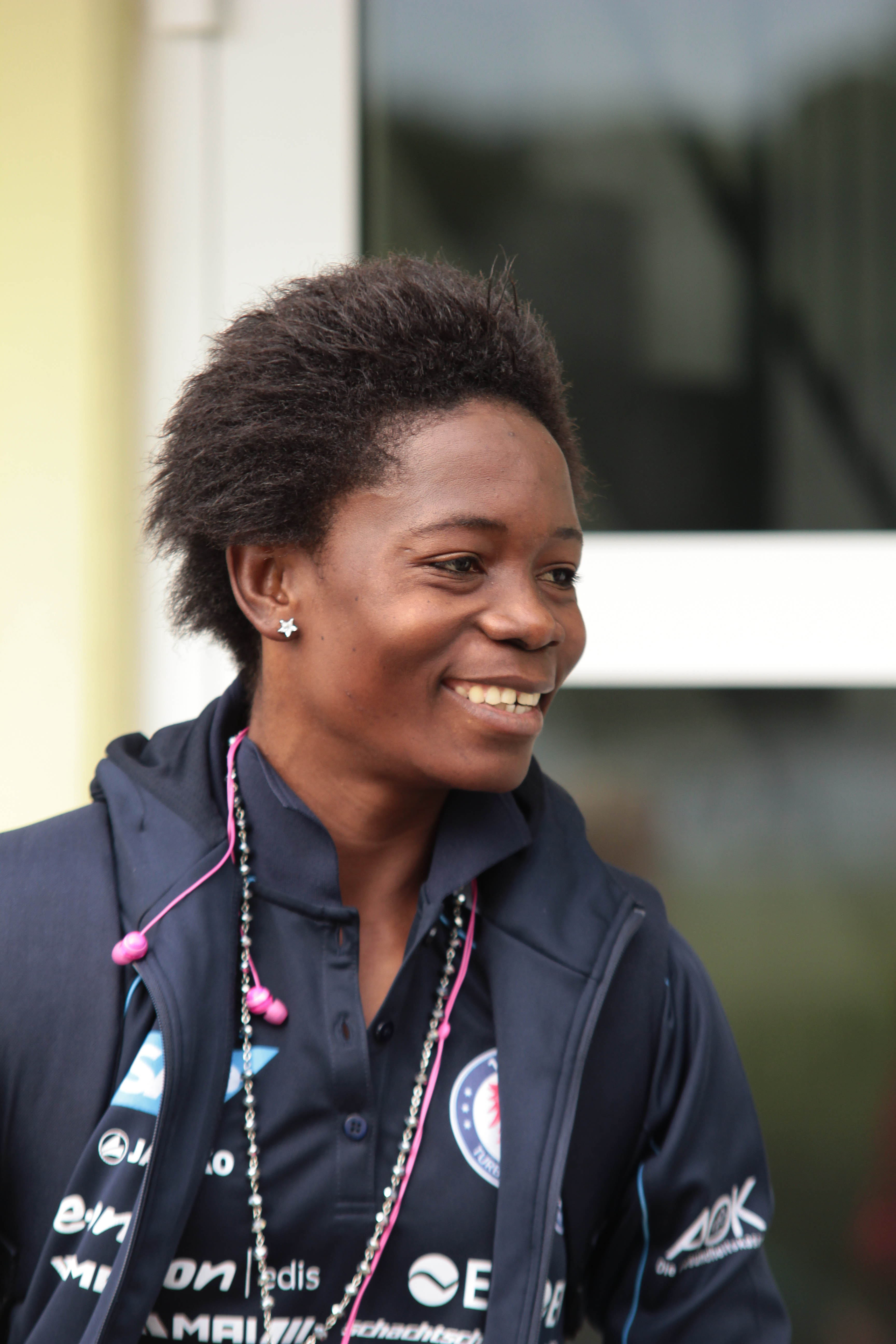
Genoveva Añonma, goleadora de la temporada.

| Posición | Jugadora           | Club                   | Goles |
| -------- | ------------------ | ---------------------- | ----- |
| 1        | Genoveva Añonma    | 1. FFC Turbine Potsdam | 22    |
| 2        | Conny Pohlers      | VfL Wolfsburgo         | 19    |
| 3        | Yūki Ōgimi         | 1. FFC Turbine Potsdam | 12    |
| 4        | Célia Šašić        | SC 07 Bad Neuenahr     | 11    |
| 4        | Nadine Keßler      | VfL Wolfsburgo         | 11    |
| 6        | Kerstin Garefrekes | 1. FFC Frankfurt       | 10    |
| 6        | Mandy Islacker     | FCR 2001 Duisburg      | 10    |
| 8        | Zsanett Jakabfi    | VfL Wolfsburgo         | 9     |
| 8        | Sandra Smisek      | 1. FFC Frankfurt       | 9     |